# 山名義熙
山名 義熙（やまな よしひろ）は、南北朝時代から室町時代にかけての守護大名。
山名師義の三男。母は叔父の山名氏清の娘（山名師義の娘とも）。

## 生涯
山名師義の三男として誕生。天授2年/永和2年（1376年）に父師義が没すると、長兄義幸がなるはずだったが、病弱により、叔父時義が惣領を継いだ。しかし、時義が惣領となったことに氏清と弟満幸が不満を抱いていた。
元中6年/康応元年（1389年）時義が死去し、長男時熙が惣領を継ぐようになると、将軍・足利義満から時熙、氏之討伐を下し、氏清は時熙を攻めて追放、時熙の領国但馬を手に入れた。その後、義満は時熙、氏之を赦免し、さらに時熙を責めた責任を満幸に問うとまで言い出した。氏清、満幸は元中8年/明徳2年（1391年）に挙兵して同年12月に京都に攻め入る。幕府軍の反攻に遭って氏清は討ち死、満幸は敗走した。しかし、氏清と満幸が敗北したことで山名氏の勢力は大きく衰退した。弟満幸は、九州まで逃げ込んだが、応永2年（1395年）京都の五条坊門高倉に潜伏していたところを出雲守護京極高詮に捕らえられ、斬られた。
義熙のその後の動向は不明。